# 富建築高等訓練校
富建築高等訓練校（とみけんちくこうとうくんれんこう）は、株式会社渡辺富工務店が運営する認定職業訓練による職業能力開発校。東京都知事の認定をうけており、建築技能者・大工を養成することを目的とする。

## 沿革
- 1963年（昭和38年）- 新潟県出身の渡辺富録が「建築技能養成所」の名称で開校
- 1969年（昭和44年）- 事業内職業訓練として東京都より認定を受ける